# Trevor Lloyd
Trevor Lloyd (5. září 1924 – říjen 2015) byl velšský ragbista. Narodil se v Taibach, předměstí města Port Talbot, na jihu Walesu. V amatérských začátcích hrál za velšské kluby Cwmavon RFC, Maesteg RFC, Aberavon Quins RFC, Glamorgan County RFC, ale také za anglický Bristol Rugby. V roce 1953 hrál za Velšskou ragbyovou reprezentaci a o dva roky později za British and Irish Lions. Zemřel v roce 2015 ve věku 91 let.